# Église Archange-Michel-et-Saint-Georges
L'église Archange Michel et Saint Georges est une église copte orthodoxe située à Villejuif, en France.

## Histoire
Le premier lieu de culte copte orthodoxe à cet emplacement date de 1998. L'église actuelle est inaugurée en 2006.

## Description
L'église est dédiée à Michel, le principal archange du christianisme, et à Georges de Lydda, saint et martyr chrétien du IVe siècle. 
L'édifice se situe boulevard Maxime Gorki, à Villejuif, au bord de la route départementale 7. Il est aisément reconnaissable avec sa couleur ocre et ses quatre mosaïques très colorées : la Fuite en Égypte, l'archange Michel, Saint-Georges et la Résurrection. L'intérieur est aussi richement décoré de mosaïques représentant de nombreux saints orientaux comme Éphrem le Syrien, Moïse l'Éthiopien ou Marie l'Égyptienne, ainsi que des scènes de la vie de Jésus comme la Tentation ou la Pêche miraculeuse.
L'église dispose également d'une bibliothèque et de salles de catéchisme.